# Orophea polycarpa
Orophea polycarpa är en kirimojaväxtart som beskrevs av A. Dc. Orophea polycarpa ingår i släktet Orophea och familjen kirimojaväxter. Inga underarter finns listade i Catalogue of Life.